# Rabka-Zdrój
Rabka-Zdrój è un comune urbano-rurale polacco del distretto di Nowy Targ, nel voivodato della Piccola Polonia.
Ricopre una superficie di 69,02 km² e nel 2004 contava 17 153 abitanti.
Nel 1996 a Rabka-Zdrój nel Voivodato della Piccola Polonia fu aperto il Museo dell'Ordine del Sorriso.